# Tennistoernooi van Madrid 2014
Het tennistoernooi van Madrid van 2014 werd van 3 tot en met 11 mei 2014 gespeeld op de gravel-banen van het Manzanares Park Tennis Center ("Caja Mágica") in de Spaanse hoofdstad Madrid. De officiële naam van het toernooi was Mutua Madrid Open.
Het toernooi bestond uit twee delen:
- WTA-toernooi van Madrid 2014, het toernooi voor de vrouwen
- ATP-toernooi van Madrid 2014, het toernooi voor de mannen

## Toernooikalender
|                   | mei 2014 | mei 2014 | mei 2014 | mei 2014 | mei 2014 | mei 2014 | mei 2014      | mei 2014      | mei 2014     | mei 2014     | mei 2014 |
| zat 3             | zon 4    | maa 5    | din 6    | din 6    | woe 7    | don 8    | don 8         | vrij 9        | zat 10       | zon 11       |          |
| ----------------- | -------- | -------- | -------- | -------- | -------- | -------- | ------------- | ------------- | ------------ | ------------ | -------- |
| Vrouwenenkelspel  | 1e ronde | 1e ronde | 1e ronde | 2e ronde | 2e ronde | 2e ronde | 3e ronde      | 3e ronde      | kwartfinale  | halve finale | finale   |
| Vrouwendubbelspel | 1e ronde | 1e ronde | 1e ronde | 1e ronde | 2e ronde | 2e ronde | kwart- finale | kwart- finale | halve finale | finale       |          |
| Mannenenkelspel   |          | 1e ronde | 1e ronde | 1e ronde | 2e ronde | 2e ronde | 3e ronde      | 3e ronde      | kwartfinale  | halve finale | finale   |
| Mannendubbelspel  |          | 1e ronde | 1e ronde | 1e ronde | 1e ronde | 1e ronde |               | kwartfinale   | kwartfinale  | halve finale | finale   |
| Mannendubbelspel  |          | 2e ronde |          |          |          |          |               | kwartfinale   | kwartfinale  | halve finale | finale   |

ATP-toernooi van Madrid – WTA-toernooi van Madrid

2009 · 2010 · 2011 · 2012 · 2013 · 2014 · 2015 · 2016 · 2017 · 2018 · 2019 · 2020 · 2021 · 2022 · 2023 · 2024